# William Téchoueyres
William Téchoueyres (Bordeaux, 12 febbraio 1966) è un ex rugbista a 15 e imprenditore francese, a lungo tre quarti ala del Bègles-Bordeaux.

## Biografia
Tutta la carriera di club di Téchoueyres si è svolta nelle file del Bègles-Bordeaux, con il quale nel 1991 vinse il campionato francese; fu convocato per la prima volta in Nazionale nel corso del Cinque Nazioni 1994, in cui disputò due incontri (Inghilterra e Scozia); disputò il suo terzo, e ultimo, incontro internazionale nella Coppa del Mondo di rugby 1995 in Sudafrica, contro la Costa d'Avorio, marcando anche una meta.
Dopo il ritiro dall'attività agonistica gestisce in società con l'altro ex-rugbista, e oggi politico, Bernard Laporte, un ristorante ad Arcachon, località turistica non distante da Bordeaux.

## Palmarès
- Campionati francesi: 1
Bègles-Bordeaux: 1990-91